# 謝文定
謝文定，臺灣法界人士，出生於彰化縣北斗鎮，檢察官出身，曾任法務部政務次長、臺灣高等法院檢察署檢察長、司法院秘書長、公務員懲戒委員會委員長。曾獲總統陳水扁提名為最高檢察署檢察總長，但因為立法院國民黨團抵制而未獲通過。2016年獲總統蔡英文提名出任司法院院長，但因招致各界批評，故向總統辭去提名。